# Angus Cloud
Pour les articles homonymes, voir Cloud.
Conor Angus Cloud Hickey, dit Angus Cloud, né le 10 juillet 1998 à Oakland (Californie) et mort le 31 juillet 2023 dans la même ville, est un acteur américain.
Il est notamment connu pour le rôle de Fezco dans la série télévisée Euphoria.

## Biographie

### Enfance
Conor Angus Cloud Hickey est né et élevé à Oakland aux États-Unis, sa famille est originaire d'Irlande. Il est l'aîné d'une fratrie de trois enfants ; il a deux sœurs jumelles Fiona et Molly. Il a fait ses études supérieures à l'école des arts visuels et du spectacle d'Oakland School for the Arts (en), dans laquelle Zendaya faisait partie de sa promo. 

### Carrière
Durant quelques années, Angus Cloud travaille dans un supermarché de sa ville natale, puis il travaille dans la restauration à Brooklyn, tout près du Barclays Center lorsqu'il est accosté par la directrice de casting d'Euphoria, Jennifer Venditti. C'est ainsi qu'il obtient le rôle de Fezco dans la série à succès. Avant cela, Angus Cloud explique n'avoir jamais fait de théâtre, ni même pris des cours de comédie, car il avait peur de monter sur scène et ne se sentait pas à l'aise devant une caméra. 

### Mort
Angus Cloud meurt à l'âge de 25 ans le 31 juillet 2023 dans le domicile familial à Oakland,, quelques jours après l'enterrement de son père Conor Hickey, de qui il était très proche et dont le décès était « extrêmement douloureux » pour l'acteur. Il est mort d'une « overdose accidentelle »,, selon l'autopsie. 

## Filmographie

### Cinéma
- 2021 : North Hollywood (en) : Walker
- 2023 : The Line (en) : Robert DeWitt
- 2024 : Freaky Tales d'Anna Boden et Ryan Fleck :
- 2024 : Abigail de Tyler Gillett et Matt Bettinelli-Olpin : Dean
- 2024 : Your Lucky Day de Dan Brown :  Sterling

### Télévision
- 2019-2023 : Euphoria : Fezco
- 2019 : The Perfect Women : lui-même (caméo)

## Clips musicaux
- 2020 : Noah Cyrus - All Three
- 2022 : Juice Wrld - Cigarettes
- 2022 : Becky G et Karol G - Mamiii